# Samuel Cornish
Samuel Cornish (contea di Sussex, 1795 – Brooklyn, 6 novembre 1858) è stato un giornalista statunitense, nonché attivo abolizionista e sacerdote della chiesa presbiteriana.

## Biografia

### Primi anni
Cornish nacque nella contea di Sussex, in Delaware, da genitori liberi. Nel 1815 si trasferì a Filadelfia in Pennsylvania e successivamente a New York nel 1821 dove organizzò una congregazione di presbiteriani di colore.

### Carriera
Quando fu ordinato sacerdote, nel 1822, la sua parrocchia si trovava alla New Demeter Street Presbyterian Church, ed era la prima chiesa presibiteriana nera di tutta New York City. In seguito fu pastore della First African Presbyterian Church di Philadelphia, e della Emmanuel Church di New York City. Raggiunse alte posizioni alla American Bible Society, alla Union Missionary Society e alla American Missionary Society.
Cornish fu anche uno dei membri fondatori della American Anti-Slavery Society, facendone parte dal 1833 al 1840. Nel 1840 lasciò la American Anti-Slavery Society per entrare nella nuova American and Foreign Anti-Slavery Society, principalmente a causa di contrasti con William Lloyd Garrison sul ruolo della  religione nel movimento abolizionista. Usò la sua posizione di giornalista per informare il pubblico sugli sviluppi dell'abolizionismo.
Samuel Cornish e John Russwurm iniziarono a stampare il primo quotidiano nero, che si intitolava Freedom's Journal, nel 1827. Cornish lasciò la redazione del Freedom's Journal nel 1829 per  dirigere il The Rights of All e successivamente il Colored American dal 1837 al 1839.

### Vita privata
Samuel Cornish sposò Jane Livingstone a New York nel 1824. I due ebbero quattro bambini: Sarah Matilda, William, Samuel e Jane Sophia Tappan. Cornish morì il 6 novembre 1858 a Brooklyn. Aveva 63 anni.